# William Radcliffe Birt
William Radcliffe Birt (1804. – 1881.) je bio poznati engleski astronom amater. 
Birt je od 1843. do 1850., u suradnji s Johnom Herschelom, intenzivno radio na meteorološkom istraživanju atmosferskih valova.
Mjesečev krater Birt je nazvan po njemu.

## Vanjske poveznice
- Obituary in MNRAS, (1882), v. 42, p.142-144.
- Vladimir Jankovic, 'John Herschel's and William Radcliffe Birt's research on atmospheric waves'  Arhivirana inačica izvorne stranice od 31. ožujka 2018. (Wayback Machine)
- Scientists Collection  Arhivirana inačica izvorne stranice od 24. listopada 2005. (Wayback Machine)
- Djela William Radcliffe Birt na Projekt Gutenbergu